# 91式榴弹发射器
91式35毫米榴弹发射器（QLL-91／QLG-91，其中QLG为源自官方翻译的拼音「轻武器—榴弹—掛」（Qingwuqi Liudan Guà）的类别代码，照正常而言的拼音是「1991式枪挂榴弹发射器」（Guà Liudan Qiang, 1991）；两者均简称91式，以下分別简称为QLL-91和QLG-91）是一款由中国北方工业集团公司所研制和生產的防暴用途枪掛型榴弹发射器，发射中国自行研製的35毫米非致命性榴弹。

## 设计细节
無论是整体结构布局还是材料、表面處理和药筒结构，QLG-91均受到了M203和40毫米榴彈的很大影响，其结构及高低压发射原理均类似于美国的M203。
该发射器结构简单，由发射管、机匣、发射机、框式瞄准具四大部件及其他连接件组成。采用單發、手动装填的发射方式。
目前主要装备防暴榴弹。虽然其口径较小而且并非军用型号，但却开启了中國自行研制榴弾发射器及其弹药的先河。

### 肩射型榴弹发射器
肩射型型号为QLL-91，为单发、手动装填、後膛裝填的武器。这种武器不常被用以作为主要武器，但相反地，是被一个团队之中的破门手，一名随身携带破门工具的单位所使用。

### 枪掛型榴弹发射器
枪掛型型号为QLG-91、QLG-91A、QLG-91B，分別可以安裝在56式、81式／87式和95式的槍管底部。它轻便紧凑，后膛装载式，亦是单发、手动、兼後膛裝填的武器。
它由护木、瞄准具、铝制機匣组件、枪管锁和发射机构所组成，可被任何需要远距离爆破的前线突击部队所使用（虽然根本沒有研制其杀伤弹药）。

## 弹药
QLL-91／QLG-91发射DFB-91爆震榴弹、DFT-91痛球榴弹、DFR-91染色榴弹、DFC-91催泪榴弹和DFG-91闪光弹。
尽管也可以发射杀伤弹（如QLG-10／QLG10A发射一系列杀伤榴弹），但目前没有资料指出已经配有杀伤弹种。

## 使用国
- 中华人民共和国
  - 中国人民武装警察部队
  - 中国人民解放军

## 外部連結
- （简体中文）—D boy Gun World（槍炮世界）—91式35mm榴弹发射器（页面存档备份，存于）